# Froid (Montana)
Froid es un pueblo ubicado en el condado de Roosevelt en el estado estadounidense de Montana. En el Censo de 2010 tenía una población de 185 habitantes y una densidad poblacional de 253,29 personas por km².

## Geografía
Froid se encuentra ubicado en las coordenadas 48°20′7″N 104°29′31″O / 48.33528, -104.49194. Según la Oficina del Censo de los Estados Unidos, Froid tiene una superficie total de 0.73 km², de la cual 0.73 km² corresponden a tierra firme y (0%) 0 km² es agua.

## Demografía
Según el censo de 2010, había 185 personas residiendo en Froid. La densidad de población era de 253,29 hab./km². De los 185 habitantes, Froid estaba compuesto por el 97.3% blancos, el 0% eran afroamericanos, el 0.54% eran amerindios, el 0% eran asiáticos, el 0% eran isleños del Pacífico, el 0% eran de otras razas y el 2.16% pertenecían a dos o más razas. Del total de la población el 0% eran hispanos o latinos de cualquier raza.